# Discografia di J-Ax
La discografia di J-Ax, rapper e cantante italiano, è costituita da sette album in studio (di cui uno inciso con il rapper italiano Fedez), uno dal vivo, tre raccolte e cinquanta singoli, pubblicati tra il 2006 e il 2023. Nel corso della sua carriera ha collaborato con numerosi amici come Max Pezzali, Nina Zilli, Fedez, i Gemelli Diversi (in particolare con il fratello Grido), Il Cile, Tormento, Club Dogo, Neffa,  Bianca Atzei, Emis Killa, Marracash e molti altri artisti.

## Album

### Album in studio
| Anno | Titolo | Classifiche | Certificazioni     |
| Anno | Titolo | ITA         | Certificazioni     |
| ---- | --- | ----------- | ------------------ |
| 2006 | Di sana pianta - Pubblicato: 13 ottobre 2006 - Etichetta: Best Sound, Willy l'Orbo - Formati: CD, 2 LP, download digitale      | 2           |                    |
| 2009 | Rap n' Roll - Pubblicato: 23 gennaio 2009 - Etichetta: Best Sound, Willy l'Orbo - Formati: CD, LP, download digitale           | 2           | - ITA: Platino     |
| 2009 | Deca Dance - Pubblicato: 12 giugno 2009 - Etichetta: Best Sound, Willy l'Orbo - Formati: CD, LP, download digitale             | 3           | - ITA: Platino     |
| 2011 | Meglio prima (?) - Pubblicato: 30 agosto 2011 - Etichetta: Best Sound, Willy l'Orbo - Formati: CD, LP, download digitale       | 2           | - ITA: Platino     |
| 2015 | Il bello d'esser brutti - Pubblicato: 27 gennaio 2015 - Etichetta: Newtopia, Willy l'Orbo - Formati: CD, LP, download digitale | 1           | - ITA: Platino (4) |
| 2017 | Comunisti col Rolex (con Fedez) - Pubblicato: 20 gennaio 2017 - Etichetta: Newtopia - Formati: CD, download digitale           | 1           | - ITA: Platino (4) |
| 2020 | ReAle - Pubblicato: 24 gennaio 2020 - Etichetta: Epic - Formati: CD, CD+BD, LP, download digitale                              | 1           | - ITA: Platino     |

### Album dal vivo
| Anno | Titolo | Classifiche |
| Anno | Titolo | ITA         |
| ---- | --- | ----------- |
| 2012 | Meglio live! - Pubblicato: 8 maggio 2012 - Etichetta: Best Sound - Formati: CD+DVD, 2CD+DVD, download digitale | 2           |

### Raccolte
| Anno | Titolo | Classifiche |
| Anno | Titolo | ITA         |
| ---- | --- | ----------- |
| 2009 | Le mie palle di Natale - Pubblicato: 20 novembre 2009 - Etichetta: Sony Music - Formati: 2 CD+DVD                             | 55          |
| 2016 | J-Ax & Friends - Pubblicato: 20 maggio 2016 - Etichetta: Sony Music - Formati: 2 CD, 3 CD, download digitale                  | 8           |
| 2018 | 25 Ax - Il bello di essere J-Ax - Pubblicato: 11 maggio 2018 - Etichetta: Sony Music - Formati: 2 CD, 2 LP, download digitale | 8           |

## Singoli

### Come artista principale
| Anno | Titolo                                                    | Classifiche | Certificazione     | Album di provenienza                            |
| Anno | Titolo                                                    | ITA         | Certificazione     | Album di provenienza                            |
| ---- | --------------------------------------------------------- | ----------- | ------------------ | ----------------------------------------------- |
| 2006 | Ti amo o ti ammazzo                                       | 15          | - ITA: Oro         | Di sana pianta                                  |
| 2006 | Piccoli per sempre                                        | 36          | - ITA: Oro         | Di sana pianta                                  |
| 2007 | + stile (feat. The Styles)                                | 7           |                    | Di sana pianta                                  |
| 2008 | I vecchietti fanno O                                      | 22          |                    | Rap n' Roll                                     |
| 2009 | Tre paperelle (feat. Irene Viboras)                       | —           |                    | Rap n' Roll                                     |
| 2009 | Deca Dance                                                | 20          |                    | Deca Dance                                      |
| 2009 | Anni amari (feat. Pino Daniele)                           | —           |                    | Deca Dance                                      |
| 2009 | Immorale                                                  | —           | - ITA: Oro         | Deca Dance                                      |
| 2011 | Domenica da coma                                          | 34          |                    | Meglio prima (?)                                |
| 2011 | Meglio prima                                              | —           |                    | Meglio prima (?)                                |
| 2011 | I Love My Bike                                            | 93          |                    | Meglio prima (?)                                |
| 2011 | Altra vita                                                | —           |                    | Meglio prima (?)                                |
| 2012 | Tutta scena                                               | —           |                    | Meglio prima (?)                                |
| 2012 | Brillo ma da lucido                                       | 88          |                    | Meglio live!                                    |
| 2012 | Io non sono partito (feat. Steve Forest)                  | —           |                    | Meglio live!                                    |
| 2012 | Se il mondo fosse (con Emis Killa, Club Dogo e Marracash) | 2           | - ITA: Platino     | /                                               |
| 2014 | Uno di quei giorni (feat. Nina Zilli)                     | 26          | - ITA: Platino     | Il bello d'esser brutti                         |
| 2015 | Il bello d'esser brutti                                   | 58          | - ITA: Platino     | Il bello d'esser brutti                         |
| 2015 | Maria Salvador (feat. Il Cile)                            | 2           | - ITA: Platino (6) | Il bello d'esser brutti                         |
| 2015 | Miss & Mr Hyde                                            | —           | - ITA: Oro         | Il bello d'esser brutti                         |
| 2015 | La tangenziale (con Elio)                                 | —           |                    | Il bello d'esser brutti - Multiplatinum Edition |
| 2015 | Intro (feat. Bianca Atzei)                                | 33          | - ITA: Platino (4) | Il bello d'esser brutti - Multiplatinum Edition |
| 2016 | Vorrei ma non posto (con Fedez)                           | 1           | - ITA: Platino (7) | Comunisti col Rolex                             |
| 2016 | Assenzio (con Fedez feat. Stash e Levante)                | 1           | - ITA: Platino (4) | Comunisti col Rolex                             |
| 2017 | Piccole cose (con Fedez feat. Alessandra Amoroso)         | 3           | - ITA: Platino (2) | Comunisti col Rolex                             |
| 2017 | Senza pagare (con Fedez feat. T-Pain)                     | 1           | - ITA: Platino (8) | Comunisti col Rolex                             |
| 2017 | Sconosciuti da una vita (con Fedez)                       | 2           | - ITA: Platino (2) | Comunisti col Rolex - Multiplatinum Edition     |
| 2018 | Italiana (con Fedez)                                      | 1           | - ITA: Platino (4) | /                                               |
| 2018 | Tutto tua madre                                           | 8           | - ITA: Platino     | ReAle                                           |
| 2019 | Timberland Pro                                            | —           |                    | /                                               |
| 2019 | Ostia Lido                                                | 1           | - ITA: Platino (4) | ReAle                                           |
| 2020 | La mia hit (feat. Max Pezzali)                            | 22          | - ITA: Platino     | ReAle                                           |
| 2020 | Supercalifragili (feat. Annalisa)                         | 84          |                    | ReAle                                           |
| 2020 | Una voglia assurda                                        | 29          | - ITA: Platino     | SurreAle                                        |
| 2020 | Via di qua (feat. Mr. Rain)                               | 38          | - ITA: Oro         | SurreAle                                        |
| 2021 | Voglio la mamma                                           | —           |                    | SurreAle                                        |
| 2021 | Salsa (feat. Jake La Furia)                               | 10          | - ITA: Platino (2) | SurreAle                                        |
| 2021 | Sansone                                                   | —           |                    | SurreAle                                        |
| 2021 | Sono un fan                                               | —           |                    | SurreAle                                        |

### Come artista ospite
| Anno | Titolo | Certificazioni     | Album di provenienza                 |
| ---- | --- | ------------------ | ------------------------------------ |
| 2009 | Il sole dentro di me (Pino Daniele feat. J-Ax) |                    | Electric Jam                         |
| 2009 | Senza fine (con i Gemelli DiVersi, Space One e DJ Zak) |                    | Senza fine 98-09 - The Greatest Hits |
| 2012 | Sempre noi (con Max Pezzali) |                    | Hanno ucciso l'Uomo Ragno 2012       |
| 2012 | Spaghetti Funk Is Dead (con i Gemelli DiVersi, Space One e DJ Zak) |                    | Tutto da capo                        |
| 2013 | L'amore a modo mio (con Dargen D'Amico) |                    | Vivere aiuta a non morire            |
| 2013 | A cena dai tuoi (con Emis Killa) | - ITA: Oro         | Mercurio                             |
| 2013 | Proprio come lei (con Jake La Furia) |                    | Musica commerciale                   |
| 2015 | Seven (con Caneda, Fedez, Gemitaiz, Rocco Hunt, Baby K e Emis Killa) |                    | /                                    |
| 2015 | Il solito italiano (con i Boomdabash) | - ITA: Oro         | Radio Revolution                     |
| 2017 | Freud (con Nek) | - ITA: Platino     | Unici                                |
| 2018 | Come le onde (con i The Kolors) |                    | /                                    |
| 2019 | Un'altra volta da rischiare (con Ermal Meta) |                    | Non abbiamo armi - Il concerto       |
| 2019 | Acqua su Marte (con Tormento) |                    | /                                    |
| 2019 | Pioggia viola (con Chiara Galiazzo) |                    | Bonsai                               |
| 2019 | Senza pensieri (con Fabio Rovazzi e Loredana Bertè) | - ITA: Platino     | /                                    |
| 2019 | Ti volevo dedicare (con Rocco Hunt e i Boomdabash) | - ITA: Platino (4) | Libertà                              |
| 2019 | Tu e D'io (con Danti e Nina Zilli) |                    | /                                    |
| 2020 | Quando quando quando (Alberto Urso feat. J-Ax) |                    | /                                    |
| 2020 | Una canzone come gli 883 (DPCM Squad feat. Max Pezzali, Lo Stato Sociale, Cimini, Emis Killa, Eugenio in Via di Gioia, Fast Animals and Slow Kids, Marco Giallini, J-Ax, Jake La Furia, La Pina, Pierluigi Pardo, Pinguini Tattici Nucleari, Nicola Savino) |                    | /                                    |
| 2022 | Lost (con 2nd Roof e Nstasia) |                    | Rooftop Mixtape 1                    |
| 2022 | Troppo sbattimento (DJ Jad e Wlady feat. J-Ax e Pedar) |                    | /                                    |
| 2022 | Tori seduti (con Shade) | - ITA: Oro         | Diversamente triste                  |
| 2023 | Abbiamo vinto già (con Tiziano Ferro) |                    | Il mondo è nostro                    |
| 2024 | Cresciuti male (Bambole di pezza feat. J-Ax) |                    | Wanted                               |
| 2024 | Madonna di Campiglio (Ludwig feat. DJ Matrix e J-Ax) |                    | Musica da Après-Ski                  |
| 2025 | Quando sarò morto (Naska feat. J-Ax) |                    | Milanconia                           |

## Videografia

### Album video
- 2009 – Un anno come io comanda

### Video musicali
| Anno | Titolo                                                                             | Regista/i                      |
| ---- | ---------------------------------------------------------------------------------- | ------------------------------ |
| 2006 | S.N.O.B.                                                                           | RedHorn Prod.                  |
| 2006 | Ti amo o ti ammazzo                                                                | Cosimo Alemà                   |
| 2006 | Piccoli per sempre                                                                 | Cosimo Alemà                   |
| 2006 | S.N.O.B. Reloaded (feat. Marracash, Chief, Space One, Guè Pequeno e Jake La Furia) | RedHorn Prod.                  |
| 2007 | Tua mamma                                                                          | Franky Musky                   |
| 2007 | Escono i pazzi                                                                     | RedHorn Prod.                  |
| 2007 | Aqua nella scquola                                                                 | Realizzato dai fan             |
| 2007 | + stile (con i The Styles)                                                         | Daniele Persica                |
| 2008 | Uno di noi                                                                         | Weedo Wonka                    |
| 2008 | Limonare al multisala                                                              | Gianluca Sodaro                |
| 2008 | I vecchietti fanno O                                                               | Gaetano Morbioli               |
| 2009 | Aumentaci le dosi                                                                  |                                |
| 2009 | Tre paperelle (feat. Irene Viboras)                                                | Gaetano Morbioli               |
| 2009 | Rap n' Roll (feat. Guè Pequeno)                                                    |                                |
| 2009 | Deca Dance                                                                         | Gaetano Morbioli               |
| 2009 | Anni amari (feat. Pino Daniele)                                                    | Gaetano Morbioli               |
| 2009 | Immorale                                                                           | Gaetano Morbioli               |
| 2010 | Faccia come il cuore (come Due di Picche)                                          | Gaetano Morbioli               |
| 2010 | Fare a meno di te (come Due di Picche)                                             | Gaetano Morbioli               |
| 2011 | Dentro me                                                                          |                                |
| 2011 | Musica da rabbia                                                                   | Gianluca "Calu" Montesano      |
| 2011 | Domenica da coma                                                                   | Gaetano Morbioli               |
| 2011 | Meglio prima                                                                       | Gianluca "Calu" Montesano      |
| 2011 | Reci-divo (feat. Jake La Furia)                                                    |                                |
| 2011 | I Love My Bike                                                                     | Gaetano Morbioli               |
| 2011 | Altra vita                                                                         | Luca Tartaglia                 |
| 2012 | Ancora in piedi                                                                    |                                |
| 2013 | Tutta scena                                                                        |                                |
| 2013 | Brillo ma da lucido                                                                |                                |
| 2014 | Mi-vendo (feat. Riky)                                                              | Flavio Caruso                  |
| 2014 | Uno di quei giorni (feat. Nina Zilli)                                              | Fabrizio Conte                 |
| 2015 | Intro                                                                              |                                |
| 2015 | Il bello d'esser brutti                                                            | Cosimo Alemà                   |
| 2015 | Sopra la media                                                                     | Fabrizio Conte                 |
| 2015 | Hai rotto il catso                                                                 | Luca Tartaglia                 |
| 2015 | Maria Salvador (feat. Il Cile)                                                     | The Astronauts                 |
| 2015 | Miss & Mr Hyde                                                                     | Luca Tartaglia                 |
| 2015 | La tangenziale (con Elio)                                                          | The Astronauts                 |
| 2015 | Intro (feat. Bianca Atzei)                                                         | Fabrizio Conte, Luca Tartaglia |
| 2016 | Caramelle (feat. Neffa)                                                            | Mauro Russo                    |
| 2016 | Vorrei ma non posto (con Fedez)                                                    | Mauro Russo                    |
| 2016 | Assenzio (con Fedez feat. Stash e Levante)                                         | Mauro Russo                    |
| 2017 | Piccole cose (con Fedez feat. Alessandra Amoroso)                                  | Mauro Russo                    |
| 2017 | Senza pagare (con Fedez vs. T-Pain)                                                | Mauro Russo                    |
| 2017 | Sconosciuti da una vita (con Fedez)                                                | Mauro Russo                    |
| 2018 | Italiana (con Fedez)                                                               | Martina Pastori                |
| 2018 | Tutto tua madre                                                                    | Luca Tartaglia                 |
| 2019 | Timberland Pro                                                                     | Giacomo Triglia                |
| 2019 | Ostia Lido                                                                         | The Astronauts                 |
| 2020 | La mia hit (feat. Max Pezzali)                                                     | Fabrizio Conte                 |
| 2020 | Supercalifragili (feat. Annalisa e Luca Di Stefano)                                | J-Ax                           |
| 2020 | Una voglia assurda                                                                 | Fabrizio Conte                 |
| 2020 | Via da qui (feat. Mr. Rain)                                                        | Mauro Russo                    |
| 2021 | Salsa (feat. Jake La Furia)                                                        | Fabrizio Conte                 |
| 2021 | Sansone                                                                            | Marco Arata                    |
| 2021 | Sono un fan                                                                        | J-Ax                           |
| 2022 | Tori seduti (con Shade)                                                            | Marc Lucas, Igor Grbesic       |
| 2023 | Abbiamo vinto già (con Tiziano Ferro)                                              | Sebastiano Tomada              |

#### Partecipazioni in video di altri artisti
| Anno | Titolo                      | Artista | Regista/i                                  |
| ---- | --------------------------- | --- | ------------------------------------------ |
| 2007 | Amici un cazzo              | Space One feat. Gemelli DiVersi, DJ Zak e J-Ax                                                                   | RedHorn Prod.                              |
| 2008 | Come noi                    | Pino Scotto feat. Extrema e J-Ax                                                                                 | RedHorn Prod.                              |
| 2008 | Tocca a noi                 | AA.VV. | Cosimo Alemà                               |
| 2009 | Domani                      | Artisti Uniti per l'Abruzzo                                                                                      | Ambrogio Lo Giudice                        |
| 2009 | Brucia ancora               | Club Dogo feat. J-Ax                                                                                             | Fabrizio Conte                             |
| 2009 | Il sole dentro di me        | Pino Daniele feat. J-Ax                                                                                          | Gaetano Morbioli                           |
| 2009 | Senza fine                  | Gemelli DiVersi feat. Space One, DJ Zak e J-Ax                                                                   | Grido                                      |
| 2011 | Le leggende non muoiono mai | Don Joe & Shablo feat. Jake La Furia, Guè Pequeno, Fabri Fibra, Francesco Sarcina, Noyz Narcos, Marracash e J-Ax | Gianluca "Calu" Montesano, Giuseppe Romano |
| 2012 | Io non sono partito         | Steve Forest & Navigator feat. J-Ax                                                                              | Gianluca "Calu" Montesano                  |
| 2012 | Sempre noi                  | Max Pezzali feat. J-Ax                                                                                           | Gaetano Morbioli                           |
| 2012 | Spaghetti Funk Is Dead      | Gemelli DiVersi feat. Space One, DJ Zak e J-Ax                                                                   | Luca Tartaglia                             |
| 2013 | L'amore a modo mio          | Dargen D'Amico feat. J-Ax                                                                                        | Lab35 Films                                |
| 2013 | Sangue blu                  | Club Dogo feat. J-Ax                                                                                             | Roberto "Saku" Cinardi, Lab35 Films        |
| 2013 | A cena dai tuoi             | Emis Killa feat. J-Ax                                                                                            | YouNuts!                                   |
| 2013 | Desolato                    | Enzo Jannacci feat. J-Ax                                                                                         | Luca Tartaglia                             |
| 2013 | Proprio come lei            | Jake La Furia feat. J-Ax                                                                                         | Fabio Berton                               |
| 2014 | Nessuna come te             | Reverendo feat. J-Ax                                                                                             | Domingo Bombini, Beatrice Mazzone          |
| 2015 | Seven                       | Caneda feat. Emis Killa, Fedez, Baby K, Gemitaiz, Rocco Hunt e J-Ax                                              | Luca Aleotti, Fabio Tartaglia              |
| 2015 | Il solito italiano          | Boomdabash feat. J-Ax                                                                                            | Mauro Russo                                |
| 2015 | Uomo nero                   | Two Fingerz feat. J-Ax                                                                                           | The Astronauts                             |
| 2016 | Ora vai                     | Bari Jungle Brothers feat. J-Ax                                                                                  | Mauro Russo                                |
| 2017 | Freud                       | Nek feat. J-Ax                                                                                                   | The Astronauts                             |
| 2018 | Come le onde                | The Kolors feat. J-Ax                                                                                            | The Astronauts                             |
| 2019 | C'è da fare                 | Kessisoglu & Friends per Genova                                                                                  | Gianluca "Calu" Montesano, Lele Biscussi   |
| 2019 | Acqua su Marte              | Tormento feat. J-Ax                                                                                              | Matteo "Colomovie" Colombo                 |
| 2019 | Pioggia viola               | Chiara Galiazzo feat. J-Ax                                                                                       | Fabrizio Conte                             |
| 2019 | Senza pensieri              | Fabio Rovazzi feat. Loredana Bertè e J-Ax                                                                        | Fabio Rovazzi                              |
| 2019 | Ti volevo dedicare          | Rocco Hunt feat. Boomdabash e J-Ax                                                                               | Fabrizio Conte                             |
| 2019 | Tu e D'io                   | Danti feat. Nina Zilli e J-Ax                                                                                    | The Astronauts                             |
| 2019 | Un'altra volta da rischiare | Ermal Meta feat. J-Ax                                                                                            | Luca Tartaglia                             |
| 2020 | Ma il cielo è sempre blu    | Italian Allstars 4 Life                                                                                          | Mauro Russo                                |
| 2020 | Quando quando quando        | Alberto Urso feat. J-Ax                                                                                          | Mauro Russo                                |
| 2022 | Troppo sbattimento          | DJ Jad & Wlady feat. J-Ax                                                                                        | Ronf Animation                             |

## Collaborazioni
- 1994 – Chief & Zak & J-Ax – Dalle nove alle sei (da La fine del gioco)
- 1994 – Chief & Zak feat. La Pina & J-Ax – Vivi e lascia vivere (da La fine del gioco)
- 1995 – Solo Zippo feat. J-Ax – Dalla A alla zeta (da Ho un ronzio nella testa)
- 1997 – DJ Enzo feat. J-Ax & Wonderbra – Quelli come me (da Tutti x uno)
- 1997 – Space One feat. J-Ax – I primi della lista (da Tutti contro tutti)
- 1997 – Space One feat. J-Ax – Tutti contro tutti (da Tutti contro tutti)
- 1997 – Rima nel Cuore feat. J-Ax – Latte versato (fuori album)
- 2000 – Gemelli DiVersi feat. J-Ax – Cavalieri senza re pt. 2 (da 4x4)
- 2001 – Space One feat. J-Ax, Grido & Thema & Posi Argento – A.A.D.D.S.S. (da Il cantastorie)
- 2001 – 883 feat. J-Ax – Noi Parte 2 (da Uno in più)
- 2001 – Timoria feat. Articolo 31 – Mexico (da El Topo Grand Hotel)
- 2002 – Stadio feat. J-Ax – Un altro grande figlio di puttana (da Storie e geografie)
- 2007 – Space One feat. J-Ax, Grido e Thema – Amici un cazzo (da Il ritorno)
- 2008 – Pino Scotto feat. J-Ax – Come noi (da Datevi fuoco (lo Scotto da pagare))
- 2008 – Marracash feat. J-Ax e Gué Pequeno – Fattore Wow (da Marracash)
- 2009 – Gemelli DiVersi feat. J-Ax e Space One – Senza fine (da Senza fine 98-09 - The Greatest Hits)
- 2009 – J-Ax, Marracash, Giusy Ferreri e Le Vibrazioni – Tocca a noi (singolo per MTV)
- 2009 – Artisti Uniti Per L'Abruzzo – Domani 21/04.2009
- 2009 – Club Dogo feat. J-Ax – Brucia ancora (da Dogocrazia)
- 2010 – Fabio B feat. DJ Gruff e J-Ax – Il mio nemico (fuori album)
- 2010 – Pino Daniele feat. J-Ax – Siente fa accussì (da Boogie Boogie Man)
- 2011 – Fabio B feat. DJ Gruff e J-Ax – Vergogna (The Anthem) (fuori album)
- 2011 – Don Joe e Shablo feat. Fabri Fibra, Jake La Furia, Noyz Narcos, Marracash, Gué Pequeno, J-Ax e Francesco Sarcina – Le leggende non muoiono mai (da Thori & Rocce)
- 2011 – Don Joe e Shablo feat. J-Ax – Dai dai dai (da Thori & Rocce)
- 2011 – J-Ax, Chief e Space One – Milano c'è (WAG 20 YEARS OF STYLE)
- 2011 – Marracash feat. J-Ax – Quando ero vivo (da King del rap)
- 2011 – Fedez feat. J-Ax – Alza la testa (da Il mio primo disco da venduto)
- 2011 – THG feat. J-Ax, Grido, Trap, CaneSecco, Mistaman, Danti e Primo – GANGBANG! (fuori album)
- 2012 – Two Fingerz feat. J-Ax e Max Pezzali – Non capisco cosa vuoi (da Mouse Music)
- 2012 – Steve Forest e Navigator feat. J-Ax – Io non sono partito (da Meglio live!)
- 2012 – Kasabian feat. J-Ax – Man of Simple Pleasures (da Velociraptor!, edizione speciale italiana)
- 2012 – Fabio B feat. J-Ax e Guido Style – La mia parola (da The ∞ Ep)
- 2012 – Club Dogo feat. J-Ax – Sangue blu (da Noi siamo il club)
- 2012 – Gemelli DiVersi feat. J-Ax, Space One e DJ Zak – Spaghetti Funk Is Dead (da Tutto da capo)
- 2012 – Mondo Marcio feat. J-Ax e Rido MC – Kilo (da Cose dell'altro mondo)
- 2013 – Fedez feat. J-Ax – Sembra semplice (da Sig. Brainwash - L'arte di accontentare)
- 2013 – Dargen D'Amico feat. J-Ax – L'amore a modo mio (da Vivere aiuta a non morire)
- 2013 – Dargen D'Amico feat. J-Ax – Il ginocchio (da Vivere aiuta a non morire)
- 2013 – Reverendo feat. J-Ax – Nessuna come te (da Oltre)
- 2013 – Big Fish feat. J-Ax – Mayday (da Niente di personale)
- 2013 – Emis Killa feat. J-Ax – A cena dai tuoi (da Mercurio)
- 2013 – Jake La Furia feat. J-Ax – Proprio come lei (da Musica commerciale)
- 2013 – Enzo Jannacci feat. J-Ax – Desolato (da L'artista)
- 2014 – Deleterio feat. Emis Killa, J-Ax e Parix – L'inferno (da Dadaismo)
- 2014 – Moreno feat. J-Ax – Col sorriso (da Incredibile)
- 2014 – 99 Posse feat. J-Ax – Rappresaglia rap (da Curre curre guaglió 2.0)
- 2014 – Fedez feat. J-Ax – Viva l'Iva (da Pop-Hoolista)
- 2015 – Don Joe feat. J-Ax – Peggio di te (da Ora o mai più)
- 2015 – Two Fingerz feat. J-Ax – Uomo nero (da La tecnica Bukowski)
- 2015 – Ill Papi & Il Presidente feat. J-Ax – Come un fiume (da Storie)
- 2015 – Rocco Hunt feat. Gué Pequeno e J-Ax – Una moneta e un sogno (da SignorHunt)
- 2015 – Gué Pequeno feat. J-Ax – Mollami (da Vero Royal Edition)
- 2016 – Mondo Marcio feat. J-Ax – Mr. Fucker (da La freschezza del Marcio)
- 2016 – Elio e le Storie Tese feat. J-Ax – Il rock della tangenziale (da Figgatta de Blanc)
- 2017 – Grido feat. J-Ax – Gremlins (da Segnali di fumo)
- 2017 – Cristina D'Avena feat. J-Ax – Pollon, Pollon combinaguai (da Duets - Tutti cantano Cristina)
- 2018 – Shade feat. J-Ax – Tutti a casa (da Truman)
- 2018 – Baby K feat. J-Ax – Certe cose (da Icona)
- 2018 – Jamil feat. J-Ax – Di tutti i colori (da Most Hated)
- 2019 – Kessisoglu & Friends per Genova – C'è da fare
- 2019 – Grido feat. J-Ax – Stelle cadenti (da Diamanti e fango)
- 2020 – Alberto Urso feat. J-Ax – Quando quando quando
- 2020 – Bosh feat. Fabri Fibra e J-Ax – Djomb (da Synkinsi)
- 2020 – Annalisa feat. J-Ax – Romantica (da Nuda)
- 2020 – Max Pezzali feat. J-Ax – 7080902000 (da Qualcosa di nuovo)
- 2020 – Gigi D'Alessio feat. J-Ax – Annarè (da Buongiorno)
- 2021 – Nerone feat. J-Ax – East Side (da Maxtape)
- 2021 – Caneda feat. J-Ax – No RMX
- 2021 – Lowlow feat. J-Ax – La meglio gioventù (da In prima persona)
- 2021 – Loredana Bertè feat J-Ax – Donne di ferro (da Manifesto)
- 2021 – 2nd Roof feat. J-Ax e Nstasia – Lost (da Roof Top Mixtape 1)
- 2022 – Il Pagante feat. J-Ax – Italiani a Londra (da Devastante)
- 2022 – DJ Jad e Wlady feat. J-Ax e Pedar – Troppo sbattimento
- 2022 – Bianca Atzei feat. J-Ax – Fotogrammi (da Veronica)
- 2024 – Finley feat. J-Ax – Goonies (da Pogo Mixtape Vol. 1)
- 2024 – Grido feat. J-Ax – Social Detox (da Musica eterna)
- 2024 – Raf feat. J-Ax – Il battito animale (da RAF40: The Unrealesed Duets)
- 2025 – Naska feat. J-Ax – Quando Sarò Morto (da Milanconia)
- 2025 – Gianni Morandi feat. Alessandra Amoroso, Ariete, Bresh, Gaia, Gigi D'Alessio, J-Ax, Jovanotti, Marco Morandi, Naska, Noemi, Paola & Chiara, Tommaso Paradiso e Tredici Pietro – C'era un ragazzo che come me (da L'attrazione)
- 2025 – Strano feat. J-Ax – La prova del 9